# Hartich Sierk
Hartich Sierk (auch Sirck oder Syreck; * 1588 in Wrohm in Dithmarschen; † nach 1664 ebenda) war ein deutscher Landwirt und Chronist.

## Leben und Wirken
Hartich Sierk war der älteste Sohn unter acht Kindern von Johann Sierk (* 1561; † 5. August 1634) aus dessen zweiter Ehe mit „Johan Sirckes Telse“ (* 1555; † 30. Mai 1644) aus Dellstedt, ebenfalls Kirchspiel Tellingstedt. Die Mutter war in erster Ehe mit dem 1586 verstorbenen Maas Hartich verheiratet gewesen, mit dem sie ebenfalls acht Kinder hatte. Von ihren 94 zu ihren Lebzeiten geborenen Nachkommen (Kindern, Enkeln und Urenkeln) lebten bei ihrem Tod noch 40. Hartich Sierk heiratete am 10. Oktober 1616 Grete Reymer (* 6. Januar 1601 in Tensbüttel im Kirchspiel Albersdorf; † 6. Dezember 1652 in Wrohm), die eine Tochter von Kyls Dylves Reymer war. Das Ehepaar hatte drei Söhne und neun Töchter, von denen die meisten während ihrer Kindheit starben.

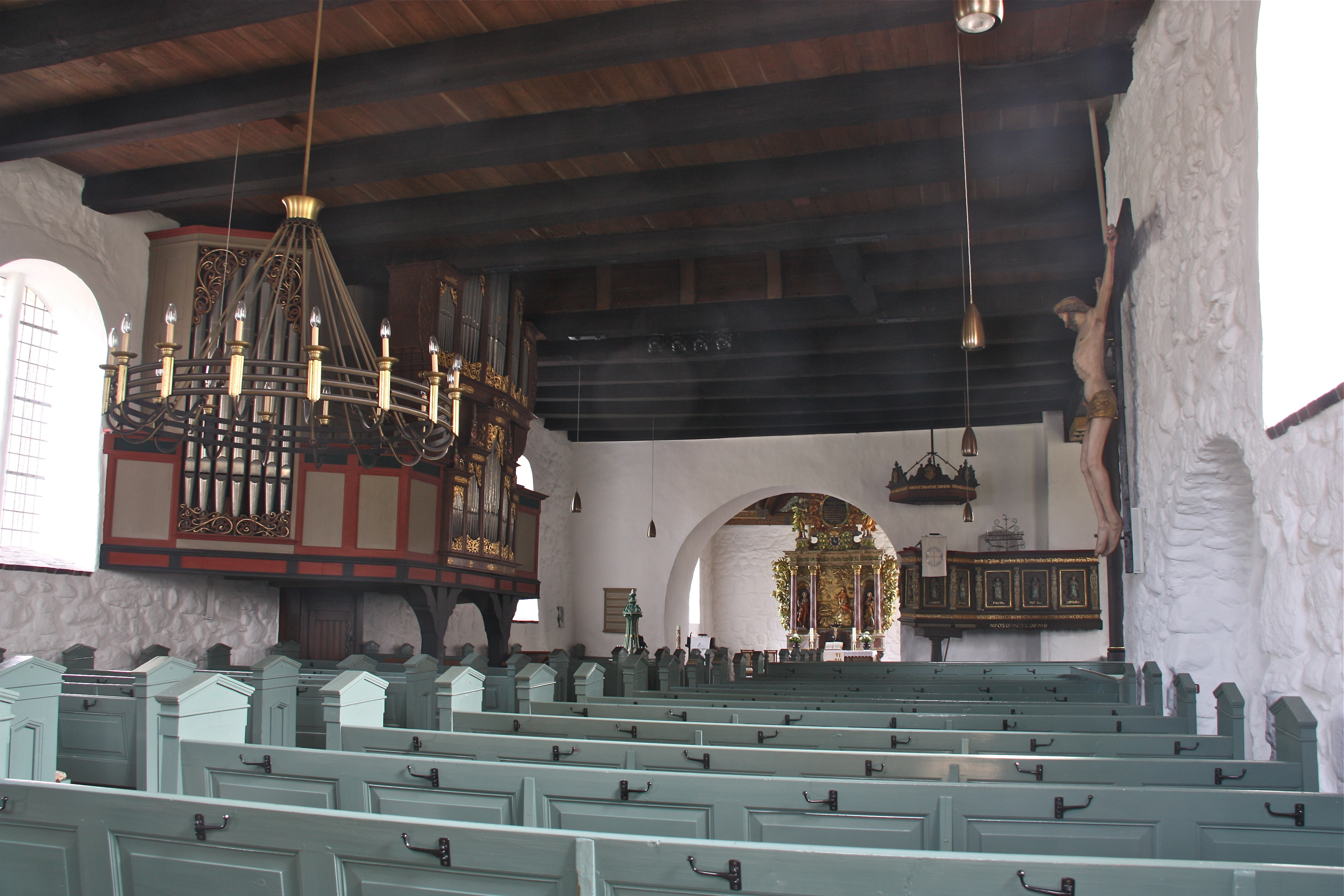
Tellingstedter Kirche mit der Kanzel von 1604 und der Brunner-Orgel von 1642

Sierk erbte von seinem Vater einen Hof in Wrohm, wo er wohl sein ganzes Leben verbrachte. Nach der Einwertung der Güter 1645 und Vermerken im Erdbuch des Tellingstedter Kirchspiels gehörten ihm 7 ¾ Dithmarscher Morgen fruchtbares Ackerland. Damit war er der größte Grundbesitzer Wrohms. Neben Ackerbau betrieb er vor allem Viehzucht für einen einträglichen Ochsenhandel. Sierk war ein angesehener und reicher Bauer und betrieb auch Geld- und Warenhandel. In der Tradition der Bauernrepublik übernahm er zahlreiche Ämter in der dörflichen Selbstverwaltung und als Rechnungsführer („Baumeister“) des Kirchspiels. Zu seiner Zeit bekam die Tellingstedter St.-Martin-Kirche 1642 ihre heute noch spielbare Orgel.
Am Neujahrstag 1634 stürzte Sierk vom Boden seiner Scheune. Wenige Tage später steckte er sich an einer im Kirchspiel umgehenden Seuche an. Beides fesselte ihn für Monate ans Bett.
Sierk verließ sein Kirchspiel selten. Seine weiteste Reise führte ihn nach Itzehoe. Er lernte kaum höhere Beamte als den Vogt seines Kirchspiels kennen, außerdem Kriegskommissare und brandschatzende Soldaten. Dokumentiert ist lediglich eine Bitte an Herzog Friedrich III. während des Einfalls schwedischer Truppen 1644/45. Anlass seines Schreibens war eine vom Kirchspielvogt gegen ihn ausgesprochene Strafe in Höhe von zehn Reichstalern wegen versäumter Bußgottesdienste. Der Herzog verfügte, dass Sierk nur den halben Betrag zahlen musste.

## Chronik
Sierk begann seine „wahrhafftig protocoll“ genannten Aufzeichnungen zu Weihnachten 1615 und führte sie 49 Jahre fort. Sie umfassen 284 Seiten. Sein letzter Eintrag ist von 1664. Nach seinem Tod wurde die Chronik in der Familie weitergegeben, im Dorf häufig gelesen und auch ergänzt und sporadisch weitergeführt. Manchmal wurden auch Namen gelöscht, wenn ein Eintrag als kompromittierend empfunden wurde. Der letzte Eintrag stammt von 1782.

### Inhalt
Sierk notierte alle aus seiner Sicht wichtigen Ereignisse des Familienlebens und des Kirchspiels. Dabei umfasste sein Horizont kaum mehr als die unmittelbar benachbarten Kirchspiele. Nach Norden geht dieser Bereich nicht über die Eider hinaus. Da er sich nur im engsten Umfeld aufhielt, hielt er auch solche Dinge fest, die in überregionalen Geschichtsbüchern zumeist nicht oder nur selten zu finden sind. Er arbeitete nur unregelmäßig an seinen Aufzeichnungen und ging dabei nicht zwingend chronologisch vor. Stattdessen notierte er, was ihm gerade wichtig erschien, und ergänzte oft seine Texte später. Dabei schrieb er zumeist über Dinge aus seinem direkten Umfeld. Fremde sind kaum je beim Namen genannt, während seine Nachbarn genau mit Vatersnamen und Wohnort bezeichnet werden. Diese Notizen sind ein bedeutendes Dokument für die Sozialgeschichte.
Sierk notierte genaustens alle Änderungen auf seinem Hof, etwa wenn er eine Wiese kaufte, Schafe anschaffte oder Birnbäume pflanzte. Er hielt aber auch regelmäßig die Preisentwicklung der Agrarprodukte fest. Es ist davon auszugehen, dass er zusätzlich ein Wirtschaftsbuch führte, das sich aber nicht erhalten hat. Auch die jährliche Statistik der Geburten und Sterbefälle schrieb er nieder.
Sein Bericht über das Auffinden einer Moorleiche im Schalkholzer Moor 1640 ist der erste dokumentierte Moorleichenfund in Deutschland. Sierk hielt den Toten für ein Mordopfer.
Die Chronik war nicht allein Sierks Privatangelegenheit, sondern wurde ebenso von seinen Nachbarn gelesen. Sierk fungierte somit gewissermaßen als amtlicher Schreiber, insbesondere wenn er Verträge festhielt oder Vorgänge, die er in seiner Funktion als Bauerrichter untersuchen musste. Auch die Rentegelder der Tellingstedter Kirche, die er 1628 als Kirchenbaumeister zu verwalten hatte, verzeichnete er in seinem Buch.
Seine Aufzeichnungen behandeln die Jahre von 1615 bis 1664, sind aber zeitlich sehr ungleichmäßig verteilt, oft mit weit zurückreichenden Rückblicken. Er schrieb insbesondere in den ersten Jahren viel und umfassend über die Kriegszeiten im Dreißigjährigen Krieg und in den Dänisch-schwedischen Kriegen, als Söldner im Dorf einquartiert, aber auch ausgehoben wurden. Daraus geht die Not der Bewohner des Landes hervor. Über den übergeordneten Zusammenhang der Ereignisse äußerte er sich hingegen kaum. Es ist davon auszugehen, dass er ihm nahezu unbekannt war.
In den Jahren 1635 bis 1637 machte er fast keine Aufzeichnungen. Den Schwedeneinfall 1643/44 schilderte er ausführlich, brach aber vor Kriegsende ab. In seinen letzten zwanzig Lebensjahren schrieb Sierk nur noch über Todesfälle und sammelte Sprüche, Rätsel und vergleichbare Dinge.

### Sprache und Tradition
Sierk beherrschte das Lesen, Schreiben und Rechnen, hatte aber über die Kirchspielschule hinaus keine höhere Schulbildung genossen. Sierk schrieb nicht in der heimatlichen Mundart, sondern ein Schriftniederdeutsch mit mundartlichen Komponenten. Niederdeutsch war bis zur Mitte des 17. Jahrhunderts Kirchen- und Schulsprache in Schleswig-Holstein und in ländlichen Gemeinden auch darüber hinaus. Sein Zeitgenosse, der Dithmarscher Chronist und Büsumer Pastor Neocorus schrieb genauso niederdeutsch, obwohl er als studierter Theologe Latein und Hochdeutsch beherrschte. Johann Günthers, von 1586 bis 1627 Pastor an der Tellingstedter Kirche, predigte ebenfalls in dieser Sprache. Sierk hielt Ausschnitte aus manchen Predigten in seinem Buch fest. Bei der Wahl von Günthers’ Nachfolger war entscheidend, dass er die niederdeutsche Sprache beherrschte. 
Hochdeutsch erscheint bei Sierk vor allem in Abschriften obrigkeitlicher Texte. Dabei bemühte er sich, auch die Unterscheidung zwischen deutscher und lateinischer Schrift richtig zu kopieren. Erst ab etwa 1635 verwendete Sierk selbst gelegentlich hochdeutsche Ausdrücke und Passagen, die jedoch beweisen, dass er Hochdeutsch nicht richtig beherrschte. Die verwendeten Fremdwörter stammen fast alle aus einem militärischen Umfeld. Sierk lernte sie wohl über die durchziehenden und einquartierten Soldaten kennen. 
Es ist davon auszugehen, dass Sierck einen über den Elementarbereich (Katechismus, Gesangbuch) hinausgehenden Zugang zur Schriftkultur besaß. Er verwendete Stilmittel, ein Akrostichon seines Namens und Reime. Gelegentlich zitierte er andere Chroniken. Manchmal schrieb er auch obrigkeitliche Erlasse ab. Gewöhnlich notierte er dabei die Quelle und verarbeitete sie naiv. 
Sierk nannte sein Buch „protocoll“. Es enthält auch Protokolle von Verträgen und Testamenten, die er in seiner amtlichen Tätigkeit erstellte, und zitiert mündliche Verträge. Dabei ließ er oft bewusst Platz für spätere Ergänzungen. Darin folgte Sierks „protocoll“ dem Vorbild des Landes Denkelboekes, in dem zur Zeit der Dithmarschener Bauernrepublik vor der Eroberung Dithmarschens die Urteile der Vierundachtzig protokolliert worden waren. Die offizielle Vertragssprache fand auch Eingang in seine sonstige Schreibform, etwa die Verwendung des Partikels item. Seine narrativen Texte sind detailgetreu und verraten einen geübten Umgang mit der Sprache. Insgesamt gehört sein Werk in die Übergangsphase zwischen Mündlichkeit und Schriftlichkeit.
Sierk war nicht der einzige in seiner Zeit, der derartige Berichte verfasste. Johann Adrian Bolten zählt zahlreiche Chroniken und Annalen aus Dithmarschen von Mitte des 16. Jahrhunderts an auf, die oft noch ältere Werke zitierten. Viele davon waren auf Niederdeutsch verfasst. Ein unmittelbares Vorbild hatte Sierk möglicherweise in seinem Gemeindepastor Johann Günthers, der Jahrbücher verfasste, die auch Peter Sax für seine Dithmarsia-Chronik verwendete.

### Weltbild
Sierks Weltbild war von tiefer Frömmigkeit geprägt, allerdings weniger im Sinne des orthodoxen Luthertums der Staatskirche als der Volksreligiosität. Viele Einträge kommentierte er mit frommen Wünschen und Danksagungen. Schicksalsschläge verstand er als Zeichen von Gottes Zorn. Besonders dem Wetter als Ausdruck Gottes Willen schenkte er viel Aufmerksamkeit. Magie spielte ebenfalls eine große Rolle. Er notierte teilweise obskure Rezepte und Zaubersprüche. Besonderheiten wie ein Ei mit zwei Dottern erklärte er oft im Nachhinein als Vorzeichen für spätere Erlebnisse.
Sierks Bericht enthält erschreckend viele Gewalttaten, die nicht nur von den durchziehenden Söldnern verübt wurden: Durchschnittlich kam es bei etwa 400 Einwohnern einmal im Jahr zu einem gewaltsamen Todesfall. Umso wichtiger war die Aufrechterhaltung der sozialen Ordnung, zu der grausame Todesstrafen gehörten. Hingerichtet wurde 1619 eine Frau in Hennstedt, die als Mann verkleidet – einschließlich eines künstlichen „menlych gelitmate“ – lange als Knecht gelebt hatte. Erst bei der Hochzeit flog der vermeintliche Mann auf und wurde in Lunden verbrannt.

### Ausgabe
1925 gab Otto Mensing Sierks „protocoll“ mit Einleitung und Anmerkungen versehen heraus. Dabei ordnete er die Einträge nach inhaltlichen und chronologischen Aspekten neu an und ließ einzelne Abschnitte, die ihm nicht authentisch erschienen, fort.